# 克鲁茨勒·埃丝特
克鲁茨勒·埃丝特（匈牙利語：Krutzler Eszter，1981年3月4日—），匈牙利女子举重运动员。她曾代表匈牙利参加2004年夏季奥林匹克运动会举重比赛，获得女子69公斤级银牌。